# Matthias Gross
Matthias Gross (Alemanha, 1969) é um sociólogo alemão. Atualmente é Professor de sociologia do ambiente na Universidade de Jena e, por nomeação conjunta, no Helmholtz Centre for Environmental Research – UFZ em Leipzig, na Alemanha, onde é co-diretor do Departamento de Sociologia Urbana e do Ambiente.

## Biografia
Gross doutorou-se em sociologia pela Universidade de Bielefeld em 2001. Entre 2002 e 2005 foi co-diretor do grupo de investigação “Real World Experiments” do Instituto de Estudos de Ciência e Tecnologia da Universidade de Bielefeld e desde 2005 é investigador sénior no Helmholtz Centre em Leipzig. Foi investigador e professor visitante na Universidade de Wisconsin, em Madison, na Universidade Loyola de Chicago e na Universidade de Halle-Wittenberg, na Alemanha. É co-editor da revista científica interdisciplinar Nature and Culture. Desde 2006 é coordenador da seção de sociologia do ambiente da Associação Alemã de Sociologia e, desde 2011, é coordenador da rede de investigação sobre ambiente e sociedade da Associação Europeia de Sociologia. Em 2013 recebeu o Sage Prize for Innovation and Excellence da Associação Britânica de Sociologia pelo seu artigo sobre Georg Simmel e o não-conhecimento. Em 2018 recebeu o Frederick Buttel International Award for Distinguished Scholarship in Environmental Sociology da Associação Internacional de Sociologia pela sua contribuição para o estudo das relações entre ambiente e sociedade. Os seus interesses de pesquisa incluem a análise sociológica da transição energética, a falta de conhecimento e o risco, as experiências no mundo real, a inovação ambiental e a sua perceção social.

## Publicações (selecionadas)
- Debra J. Davidson; Matthias Gross (eds.) (2018). Oxford Handbook of Energy and Society. Oxford University Press. ISBN 978-0-19-063385-1.
- Audrone Telesiene; Matthias Gross (eds.) (2017). Green European: Environmental Behaviour and Attitudes in Europe in a Historical and Cross-Cultural Comparative Perspective. London: Routledge. ISBN 978-1-138-12395-3.
- Matthias Gross; Linsey McGoey (eds.) (2015). Routledge International Handbook of Ignorance Studies. London: Routledge. ISBN 978-0-415-71896-7.
- Matthias Gross; Rüdiger Mautz (2015). Renewable Energies. London: Routledge (Key Ideas Series). ISBN 978-0-415-85861-8.
- Matthias Gross (2012). 'Objective Culture' and the Development of Nonknowledge: Georg Simmel and the Reverse Side of Knowing. Cultural Sociology, 6.4: 422. doi.org/10.1177/1749975512445431.
- Matthias Gross (2010). Ignorance and Surprise: Science, Society, and Ecological Design. Cambridge, MA: MIT Press (Inside Technology Series). ISBN 978-0-26201-348-2.
- Matthias Gross; Harald Heinrichs (eds.) (2010). Environmental Sociology: European Perspectives and Interdisciplinary Challenges. Dordrecht: Springer. ISBN 978-9-04818-729-4.
- Matthias Gross (2003). Inventing Nature: Ecological Restoration by Public Experiments. Lanham, MD: Rowman & Littlefield (Lexington Books). ISBN 978-0-73910-504-7.